# Sân bay Beauvais – Tillé
Sân bay Beauvais-Tillé (tiếng Pháp: Aéroport de Beauvais-Tillé, mã sân bay IATA: BVA, mã sân bay ICAO: LFOB) là một sân bay ban đầu là sân bay khu vực nhỏ phục vụ Beauvais trong tỉnh Oise thuộc vùng Hauts-de-France của Pháp. Sân bay có 2 đường băng dài 2430 mét và 708 mét bề mặt bằng asphalt.
Sân bay Beauvais-Tillé ó nằm ở Tillé, 3,5 km về phía bắc-đông bắc của Beauvais. Sân bay này có hai nhà ga, một số nhà hàng & bar, khu vực mua sắm. Năm 2010, sân bay đã phục vụ 2,9 triệu lượt khách.
Mặc dù tên chính thức của nó là Aéroport de Beauvais-Tillé và sân bay là 85 km về phía bắc Paris (ba lần xa hơn so với sân bay Paris-Charles de Gaulle), các hãng hàng không giá rẻ quảng cáo nó như là sân bay Paris-Beauvais.

## Hãng hàng không và tuyến bay
| Hãng hàng không | Các điểm đến | Terminal |
| --------------- | --- | -------- |
| Blue Air        | Bacău, Bucharest-Băneasa | 1        |
| Ryanair         | Bari, Béziers, Bratislava, Dublin, Edinburgh, Faro, Fez, Girona, Kaunas, Krakow, Malaga, Manchester [begins 2 November], Marrakech, Nador, Parma, Prestwick, Santander, Seville, Tangier, Treviso, Turin, Valencia, Verona, Zaragoza Seasonal: Reus | 1        |
| Ryanair         | Barcelona, Bergamo, Bologna, Cagliari, Gothenburg-City, Madrid, Pescara, Pisa, Porto, Rome-Ciampino, Rygge, Stockholm-Skavsta, Tenerife-South, Trapani, Wroclaw [begins 29 March] Seasonal: Alicante, Brindisi, Lamezia Terme                       | 2        |
| Wizz Air        | Bucharest-Băneasa, Cluj-Napoca, Poznan, Sofia, Târgu Mureş, Timişoara, Vilnius [begins 28 May], Wroclaw | 1        |
| Wizz Air        | Gdansk, Katowice, Warsaw | 2        |